# Of Pups and Puzzles
Of Pups and Puzzles (englisch für „Von Welpen und Rätseln“) ist ein US-amerikanischer Kurzfilm aus dem Jahr 1941. 

## Handlung
Um für einen Krieg vorbereitet zu sein, müssen die Menschen die Arbeit machen, für die sie geeignet sind. Ein Wissenschaftler entwickelt Testreihen, die Psychologen befähigen sollen, physische Fertigkeiten, geistige Stabilität und Improvisationstalent von drei Bewerbern zu bewerten. Diese Männer sollen ihren Fähigkeiten entsprechend beim Militär eingesetzt werden.

## Hintergrund
Die Produktion der MGM wurde am 6. September 1941 uraufgeführt. 

## Auszeichnungen
1942 wurde der Film in der Kategorie Bester Kurzfilm (One-Reel) mit dem Oscar ausgezeichnet.